# Famille de Posch
La famille de Posch, également sous les formes de Posch, [von] Posch, [von] Bosch, est une famille contemporaine de la noblesse franco/belge.

## Histoire
Le 5 août 1931, le roi Albert Ier octroya la noblesse et le titre de baron, transmissible par ordre de primogéniture, à Ferdinand II de Posch, ancien officier d'ordonnance puis de liaison du Roi Albert, lieutenant-général à la retraite, ancien commandant des premier et troisième corps d'armée.

## Armoiries
Voici le blasonnement des armoiries de la famille de Posch, qui figure sur le diplôme de 1931 :
« D'argent, au lion de sable, armé et lampassé de gueules, le champ chapé-ployé de gueules, à deux épées d'argent, garnies d'or, posées en pal. L'écu sommé pour le titulaire d'une couronne de baron, et supporté par deux lévriers d'argent, au collier de gueules, bordé et annelé d'or, l'écu sommé pour [les] autres descendants d'un heaume d'argent, doublé et attaché d'azur, couronné, grillé, colleté et liseré d'or, aux lambrequins d'argent et de gueules. Cimier : une épée de l'écu, entre un vol de gueules. Devise : 'Usque ad mortem fidelis' d'argent, sur un listel de gueules ».

## Personnalités
- Baron (Johann Adam) von Posch (1722-1803), seigneur de Breitensee et Uttendorf, conseiller privé de l'empereur d'Autriche, chargé des finances de l'empire et de la famille impériale, gouverneur d'Autriche antérieure[3] ;
- Baron Franz Carl von Posch (1731-1814), ministre (ambassadeur) de Bavière à Berlin, conseiller secret bavarois [4];
- Baron Joseph Maria von Posch (1762-1832), lieutenant-général, ministre (ambassadeur) de Bavière à Saint-Pétersbourg, conseiller secret bavarois [5] ;
- Baron (Demetrius) de Posch (1769-1852), major au service des armées impériales d'Autriche, aide de camp de l'empereur François Ier ;
- Baron (Ferdinand II) de Posch (1869-1952), lieutenant-général, officier d'ordonnance et de liaison d'Albert I ;
- Baron (Christian) de Posch (1923-2011), colonel, commandant des palais royaux et maître des cérémonies du Roi Baudouin ;
- Guillaume de Posch, co-CEO de RTL Group.